# Natasha Tiniacos
Natasha Tiniacos (Maracaibo, Venezuela en 1981) es una poeta venezolana. Licenciada en Letras por la Universidad del Zulia desde 2005 y Magíster de la Universidad de Carolina del Sur desde 2008.
En el año 2014 fue invitada como escritora residente en el International Writing Program de la Universidad de Iowa. Sus poemas han aparecido en revistas nacionales e internacionales, así como representados por compañías de danza y teatro e incluidos en exhibiciones colectivas. Es profesora de la Escuela de Letras de la Universidad Central de Venezuela. En el 2002 participó en el Reality Show de RCTV Fama y Aplausos
Su trabajo ha sido traducido al inglés, árabe y mandarín.

## Obras
- Mujer a fuego lento. Editorial Equinoccio de la Universidad Simón Bolívar. Caracas, 2006. (Este libro recibió el Primer Premio Universitario de Literatura, Mención Poesía en 2004).

- Historia privada de un etcétera. Editorial La Cámara Escrita. Caracas, 2011; Editorial Libros del Fuego, 2016.

## Premios
- Primer Premio Nacional Universitario de Literatura Mención Poesía. 2004.